# Nyamagabe (distrito)
Nyamagabe é um dos sete distritos da Província do Sul, no Ruanda. Sua capital é a cidade de Gikongoro.

## Setores
Nyamagabe está dividido em 17 setores (imirenge): Buruhukiro, Cyanika, Gatare, Kaduha, Kamegeli, Kibirizi, Kibumbwe, Kitabi, Mbazi, Mugano, Musange, Musebeya, Mushubi, Nkomane, Gasaka, Tare e Uwinkingi.